# Cascata do Pulo do Lobo
A cascata do Pulo do Lobo ou simplesmente Pulo do Lobo é uma queda de água (cascata) portuguesa que se localiza no rio Guadiana, a cerca de 18 km a norte de Mértola, distrito de Beja, região do Alentejo e sub-região do Baixo Alentejo.
Com cerca de 16 m de altura, esta cascata é uma das mais altas quedas de água do sul de Portugal.

## Descrição
A cascata do Pulo do Lobo é formada pelas águas do rio Guadiana, a montante da cidade de Mértola, tem águas claras e cristalinas que se precipitam numa queda, perdendo-se num mar de espuma pelo meio de uma garganta rochosa de donde desaguam depois para dar lugar a um lago de águas serenas. As margens neste local apresentam-se altas e pedregosas, e tão apertadas que deram origem a uma lenda que afirma que um lobo em caça as transpôs de um salto.
O Pulo do Lobo é um dos mais dramáticos trechos do Guadiana, o local onde o "rio ferve entre paredes duríssimas, rugem as águas, espadanam, batem, refluem e vão roendo, um milímetro por século, por milénio, um nada na eternidade", como escreveu José Saramago.